# Дмитрик Роман Йосипович
Роман Йосипович Дмитрик (нар. 30 травня 1962, Львів) — український художник, дизайнер громадських і приватних інтер'єрів, педагог, мистецький критик. Працює в галузі декоративного та архітектурно-художнього скла.

## Життєпис
Народився в місті Львові у сім'ї інженера-електрика. Його батько — Дмитрик Йосип Васильович, мати — Дмитрик Ірина Іванівна з дому Кошик. І тато, і мати походили з заможних родин, що були «розкуркулені» радянською владою.
В діда Івана та в діда Василя була господарка по 50 моргів поля. Обидва вони воювали у першу світову війну в австрійській армії. Дід Василь втік з російського полону десь з під міста Запоріжжя. Дід Іван у складі корпусу біло-чехів добирався до рідної домівки аж з під берегів річок Сидар'ї-Амудар'ї.
Шкільну освіту здобув у 1969—1979, змінивши за 10 років 5 шкіл. Водночас навчався у Львівській художній школі. Його вчителями були М. Савка-Качмар-Круглова, П. Маркович, Л. Крип'якевич, В. Риботицький.
Закінчив Львівський державний інститут прикладного та декоративного мистецтва (тепер ЛНАМ) у 1992 році з відзнакою. Навчався на кафедрі скла. Педагогами були: Б. Галицький, О. Звір. Керівником диплому — А. Бокотей.
У 1979—1987 працював склодувом на Львівській експериментальній кераміко-скульптурній фабриці
У 1994—1998 завідував відділом сучасного мистецтва Національного музею у Львові, організатор виставок:
- «Мистецтво Львова XX століття» (1995 р.)
- «Сакральне мистецтво XX століття» (1996 р.)
- «Портрет. Львів. XX століття» (1996 р.)

1998—2000 — керівник позаштатного кореспонденського пункту журналу «Salon» (Москва, Росія)
З 2003 — викладає в ЛНАМ в класі професора А. Бокотея «пластика в склі» та «скульптура»
З 2012 — старший викладач кафедри художнього дерева.
1994—2020 — займається дизайном інтер'єрів. Автор більше 30-ти громадських інтер'єрів у Львові. Працює як мистецтвознавець — автор понад 30-ти публікацій, автор сценарію 2-х хронікально-документальних та 5 мистецько-пізнавальних фільмів, відзнятих на львівському телебаченні. Працює в галузі декоративного та архітектурно-художнього скла.
За час роботи в музеї виступив куратором понад 50-ти виставок.

## Творчість
У 1979 році Роман пішов працювати склодувом на Львівську Експериментальну Кераміко-Скульптурну фабрику (ЛЕКСФ, 1979—1987 рр.). Майстерності володіння матеріалом його навчали такі віртуози гутництва, як: Р. Жук, Б. Валько та П. Думич.
Вперше твори молодого митця з'явилися на обласній виставці присвяченій  XXIV з'їзду КПРС (1980 р.). Композиція «Лід та полум'я» була відзначена мистецтвознавцем Б. Горинем у газетній публікації. Роман отримав вирізку із газети у листі в місті Ленінграді, де перебував в лавах Радянської Армії (1980—1982 рр.). Ці два роки не пройшли даремно. У Ленінграді талановитим юнаком опікувався О. Іванов, знаний в Радянському Союзі художник-скляр. Він готував Романа до вступу у «Мухінку» (тепер Державна художньо-промислова академія імені О. Л. Штігліца).
Мати впросила повернутися до Львова. Батьківщина зустріла прохолодно. Романові пояснили, що син, матір котрого підтримує дисидентський рух, не зможе поступити в ідеологічний ВНЗ. Мати дійсно сприяла З. Красівському підтримувати контакти з зовнішнім світом, коли він перебував у VI відділі Львівської психіатричної лікарні. Кілька разів надавала свою квартиру М. Гориню для оргкомітету по проведенню перших мітингів у Львові. Переконала Р. Братуня не залучати Романа до виступів на мітингах від імені молоді.
З 1982 року Роман продовжує вдосконалювати свою майстерність, як гутник. В цей період до Львова зачастили Л. та Д. Шушканови (пан Дмитро готувався отримати академіка СХ СРСР). Вони надзвичайно доброзичливо віднеслися до молодого склодува. Цікавилися та сприяли його творчим пошукам. Так, Роман збагатив свою майстерність техніко-технологічними та стилістичними якостями, що були напрацьовані цим шанованим та поважним подружжям.
Вже у 1983 році митець вперше представляє свої твори на виставці, що експонувалася в Києві у залах Республіканського виставкового павільйону. Одним із визначальних років для Романа стає 1986. Він одружується з Любомирою Андріївною Пашук. За наполяганням Б. Галицького, перспективний склодув подає документи на вступ у ЛДІПДМ. Отримаши високі бали, Роман був показово зрізаний на іспиті по історії. Зверхньо-нарочита поведінка адміністрації ВУЗУ викликала зворотню реакцію. Мати Романа пише листа до Генерального секретаря ЦК КПРС М. Горбачова. Ніхто не вірив у дієвість такого кроку. На головній пошті у Львові працівники взагалі відмовлялися реєструвати цей лист. Через кілька місяців прийшла відповідь: «Москва. Кремль. Лист переданий в загальний відділ ЦК КПРС. Особистий секретар М. С. Горбачова». Адмін-механізм — запрацював. У 1987 році Роман поступає першим номером в ЛДІПДМ на кафедру скла. Під час навчання займає активну життєву позицію. Берез участь у різноманітних подіях, як культурологічного, так і політичного характеру. В 1988 році у складі української делегації відвідав Міжнародний симпозіум зі скла у  м. Нови Бор (Чехословаччина). У 1990 році — симпозіум в м. Гусь-Хрустальний (Росія)
У 1992 році завершує навчання з червоним дипломом та відзнакою. Захист диплому присвячує своїй матері. Цього ж року в журналі «Образотворче мистецтво» (Київ) з'являються перші мистецтвознавчі публікації Романа. Повертається на роботу в скло-цех ЛЕКСФ. Виступає з різноманітними пропозиціями про покращення менеджменту та маркетингу.
1993 рік можна вважати підсумковим роком у ранній творчості художника. В Музеї етнографії та художнього промислу інституту народознавства НАН України (Львів) відбулась перша персональна виставка. По успішному завершенню виставки, Роман у складі делегації відвідує «Центр європейського скла» у м. Ван-ле-Шатель (Франція). Осінню він експонує 45 взірців на «Таргах Познанських» м. Пзнань (Польща), звідки привозить 150 «листів про наміри». Дирекція фабрики просить молодого митця: «Пошукати інше місце для виявлення кипучої енергії». Після другої поїздки до Франції у 1994 році окрім Парижу та «Центру європейського скла» вдалося відвідати заводи «Daum» та «Baccarat» і погостювати в студії Яна Зорічака на великих французьких озерах, Роман переходить на посаду завідувача відділом сучасного мистецтва до Національного музею у Львові.
Переосмислюючи власний набутий досвід та відкриваючи для себе іншу сферу діяльності, Роман заглиблюється у музейництво. Паралельно веде приватну практику як дизайнер інтер'єрів та остаточно формується як художник «Studio Glass movement». За час роботи в музеї Роман виступив куратором понад 50-ти виставок.
У 1996 році представив концепцію трансформації музею, що не втратила своєї актуальності і до сьогодення, та створив постійну експозицію «Мистецтво XX століття» на площі чотирьох амфілад залів. За цю працю в 1998 році був відзначений «Почесною грамотою» Львівського обласного управління культури.
Особиста творчість Романа отримує більш інтелектуальне наповнення. Він починає працювати серіями. З них формує арт-проекти. На реалізацію задумів хронічно бракує фінансової підтримки. У 1997 році відбуваються відразу дві персональні виставки митця: одна в галереї «Pavlovsky Art & Craft» (м. Утрехт, Голландія), інша в музеї-квартирі П. Г. Тичини (м. Київ, Україна). В рамках міжнародного симпозіуму з гутного скла у Львові (у 1998 році) Роман у залах Палацу Мистецтв представляє свою персональну виставку із серії «Трипілля або Друїди».
Цей період відзначився і активізацією в інформаційному просторі. Роман публікує ряд статей у столичних журналах «Образотворче мистецтво», «Артанія», «Українська культура». Його чисельні інтерв'ю для львівської періодики викликають резонанс.
Усвідомлюючи, що подальша праця в музеї набирає форм стагнації, Роман, по просьбі керівництва установи, пише заяву на звільнення. Поступає пропозиція перейти на роботу в Міністерство культури. Митець відмовляється покидати Львів. Несподівано отримує запрошення до співпраці з редакцією журналу «SALON» (Москва, Росія). Він погоджується стати селекціонером і відповідати за український напрямок. Під псевдонімом «Татьяна Бикова» друкує ряд матеріалів, що презентують передові досягнення в ділянках інтер'єрного та предметного дизайну. Створює сучасну галерею портретних персоналій українських митців. В 2000 році, при зміні політичної ситуації в Росії завершує співпрацю з журналом. Цього ж року отримує диплом міжнародної виставки "Осінній салон «Високий Замок» (Львів, Україна). Так, для Романа починалися протиречиві двотисячні. Остаточно визріває арт-проект «Місячне каміння». Митець мріє надати йому форми шоу. Мрії розбиваються об реальність — відсутність коштів та байдужість. Втішає відчуття затребуваності як дизайнера інтер'єрів. Вдається реалізувати ряд вагомих проектів.
В 2002 році Роман стає учасником проекту «200 імен». Презентація альбому відбулася на тлі виставки «Декоративне мистецтво України кінця XX століття», що експонувалася в Українському Домі (Київ). Він упевнений, що декоративне мистецтво України більше ніколи не дасть такого різнобарв'я форм, ідей та задумів. Художник переконаний, що проект і досі залишається недооцінений у культурологічному аспекті. Інколи, на підтвердження своєї позиції, митець може озвучити одну бувальщину: "Приїхавши до Києва, зустрівся з пані Зоєю Чегусовою — ідейним натхненником та арт-куратором проекту «200 імен». Вона розповіла, що напередодні мала зустріч з Є. Марчуком в адміністрації Президента. Пан Євген поділився враженнями про візит до Вашингтону. Він на початку аудиєнції подарував Держсекретарю Кондолізі Райс альбом «200 імен». Пані Райс з таким захопленням розглядала це українське видання, що двічі просила почекати Президента США, коли він негайно викликав її до себе. На завершення зустрічі з пані Зоєю Євген Марчук сказав: «Побільше б Україні таких проектів, тоді б дипломатам було набагато легше відстоювати її незалежність».
У 2004 році саме цей проект від України був присвячений 50-літтю заснування ЮНЕСКО. Він з великим успіхом пройшов у виставкових залах ЮНЕСКО, що в Парижі (Франція).
Україна наближалася до «Помаранчевої революції». Митець вливається в волонтерський рух. На ногах переносить мікро-інфаркт. Б. Возницький пропонує очолити Національний музей у Львові. Зваживши всі тодішні реалії та розуміючи, що концепцію трансформації музею не вдасться реалізувати, Роман відмовляється від пропозиції. Столичні друзі привозять як розраду "Почесну відзнаку Міністерства культури і мистецтв України «За багаторічну плідну працю в галузі культури» (2005 рік).
Художник зосереджується на викладацькій та дизайнерській діяльностях. Митець переосмислює свою творчість. В 2008 році у видавництві «Каменяр» виходить альбом «Роман Дмитрик, Марта Суханя».
Митець оцифровує власну творчість. З'являється перший персональний сайт. Створюється сторінка на Ютуб-каналі, яку художник періодично наповнює сюжетами. Як дизайнер бере участь у реконструкції готельного комплексу «RIXOS-Прикарпаття» в Трускавці та готельно-відпочинкового комплексу «Sherwood» біля Львова. Створює ряд приватних садиб на околицях міста Лева.
З 2009 року діапазон виставкової діяльності митця розширюється. Він експонує свої твори на:
- Перший міжнародний салон «Fine Art» (Український Дім, Київ, Україна);
- Міжнародна виставка «Міфологія вогню і світла» (2012 р., м. Ханчжоу, Китай);
- Міжнародний фестиваль «Тарги Познанські» (2014 р., м. Познань, Польща);
- Персональна виставка в рамках святкувань днів України у Словаччині (2016 р., Культурний центр К-13, м. Кошиці, Словаччина).

Найемоційніше Роман згадує виставку «Ювілейну», що відбувалася в залах Львівської Національної Галереї Мистецтв і присвячувалася 50-літтю від дня народження митця (2012 р.) Це була пропозиція Б. Г. Возницького. У переддень монтажу виставки відбулася трагедія. Виставку змонтували, а в сусідньому залі лежало, огорнуте вінками та квітами, тіло Бориса Григоровича. Роман з гіркотою стверджує, що Б. Г. Возницький був не тільки натхненником, але і першим глядачем виставки.
З 2013 року художник відновлює традицію святкування дня Ангела. Кожного року, 1 грудня, спочатку один, а згодом з іншими митцями міста, що носять ім'я  Роман, відкривають виставку «Як на Романа іменини…» Виставки проходять на різних локаціях з 2013 по 2020 роки, але незмінним залишається ритуал «закликання Зими».
У 2010 році Роман виступає співорганізатором та натхненником "Першого українського пленеру «BEADS & BUTTON». Це була іще одна спроба створення цивілізаційного продукту, що витікає з традицій міста Лева. Брак фінансування зупинив просування цього дійства, але художник з 2017 по 2020 роки проводить перформенси «Убранство намистової ялинки», які мають позитивний відгук у львів'ян.
З великим резонансом в 2017 році пройшла персональна виставка «Дзеркальна», що присвячувалася 55-літтю від дня народження митця. На ній були представлені твори з циклу «Мутації» в який увійшли серії: «Алхімія», «Метаморфози» та «Трансформації».
Цього ж року Роман був відзначений обласною премією в галузі культури, літератури, мистецтва, журналістики та архітектури у номінації «Декоративно-ужиткове мистецтво» імені Зеновія Флінти.
Митець продовжує свою діяльність як дизайнер інтер'єрів. За останні роки йому вдалося створити більше 30-ти об'єктів. З них понад 20-ть — це арт-апартаменти у центральній частині міста Львова.
З 2015 року художник веде особистий блог, у якому з культурологічної точки зору викладає погляди на сучасний стан урбаністики в місті.
Роман скромно оцінює власні здобутки. Він любить повторювати, що «замолоду говорив словами Архімеда: „Дайте мені точку опори і я переверну Землю“. Згодом, коли вдалося реалізувати лиш десяту частину від задуманого, почав з розумінням відноситися до долі таких львів'ян як І. Франко, К. Звіринський, Д. Крвавич, Р. Петрук. А сьогодні, проходячи містом, ловлю себе на думці, що чимось нагадую Діогена. Без свічки в руках, але з твердим переконанням, що „Шукаю Людину“.»
Про себе Роман колись сказав:
Про себе Роман колись сказав:
«У сучасній країні, яка заражена маніакальним вірусом „мати все й одразу“, у період контрольованого хаосу, я намагаюсь зробити правильний усвідомлений вибір „Мати чи Бути“. Завдячуючи оточенню цікавих людей та Божому провидінню я знайшов у собі сили відбутися як особистість. Я не маю посад, звань та маєтків і стараюся залишатися людиною, громадянином, митцем. Я — артист майбутнього, глибоко закорінений у традиції минулого, слабо рефлексую на події сьогодення та опосередковано виконую роль „Мосту Перемін“ між минулим і майбутнім. Розуміючи, що буду знесений невблаганним потоком ЧАСУ, прикладаю максимум зусиль, щоб уламки мого мосту, „Мосту Перемін“, винесло на берег майбутнього і нащадки могли використати їх у реставрації мозаїки сучасності».
Автор понад 10-ти персональних виставок в Україні та за кордоном.

## Публікації
1. Марта Суханя; Роман Дмитрик : альбом / ідея та упоряд. М. Суханя, Р. Дмитрик ; тексти З. Чегусова, Г. Стельмащук [та ін.] ; фото Р. Ратушний, О. Скульський. - Л. : Каменяр, 2008. - 84с., 96 с.: іл. - ISBN 978-966-607-052-7 Книга-перевертень.- Текст укр. та англ. мовами/